# 1. bataljon zračne obrambe Slovenske vojske
1. bataljon zračne obrambe Slovenske vojske (tudi 1. bataljon ZO SV) je bivši bataljon Slovenske vojske, ki je zagotavljal zračno obrambo; bataljon je bil nastanjen v vojašnici Cerklje ob Krki.

## Poveljstvo
Poveljniki
- podpolkovnik Igor Strojin (2004)
- podpolkovnik Milan Žurman (2001)

## Organizacija
2001
- poveljstvo
- poveljniška baterija
- logistična baterija
- baterija 9K38 Igla
- baterija 9K38 Igla
- baterija SA7 strela 2M

November 2001
- poveljstvo
- poveljniška baterija
- logističnabaterija
- baterija 9K38 Igla
- baterija 9K38 Igla
- raketna baterija Roland
poveljstvo baterije
poveljniški vod
raketni vod (3x raketni oddelek)
raketni vod (3x raketni oddelek)
logistični-vzdrževalni vod